# Efterprövning
Efterprövning innebar förr inom de svenska universitetens filosofiska fakulteter att en studerande, som avlagt filosofisk ämbetsexamen, filosofie kandidatexamen eller filosofie licentiatexamen, efter fordringarna för den avlagda examen undergick prövning i ämne, som ej ingått i hans examen, eller i syfte att erhålla högre betyg i ämne, vilket ingått i examen. Genom efterprövning erhållet betyg medförde samma rättigheter, som om det erhållits i den examen, efter vars fordringar efterprövning ägt rum.
Efter införandet av 1969 års studieordning, då begreppet efterprövning utgick, motsvarades dylik av fortsatta studier på grundnivå efter avlagd examen.